# Ministerio de Finanzas (Unión Soviética)
El Ministerio de Finanzas de la Unión Soviética (en ruso; Министерство финансов СССР, abreviado como Minfin) fue un ministerio de la Unión Soviética. Se encargaba de implementar la política financiera del estado soviético y ejercía la gestión general de la organización de las finanzas públicas en el país.
Después de la creación de la URSS, se creó como Comisariado del Pueblo de Finanzas de la Unión Soviética (Narkomfin). De conformidad con la ley del 15 de marzo de 1946, el Comisariado del Pueblo de Finanzas se transformó en Ministerio de Finanzas.

## Deberes y responsabilidades
Las principales funciones y tareas que resolvió el Ministerio de Finanzas de la Unión Soviética eran:
- Llevar a cabo la movilización  de fondos a través de las autoridades financieras y crediticias encabezadas por él y su dirección de acuerdo con los planes aprobados por el Gobierno de la URSS para financiar y otorgar préstamos a la economía nacional;
- Vigilar el cumplimiento por parte de empresas, organizaciones e instituciones de la disciplina financiera estatal y el cumplimiento de las obligaciones financieras con el Estado;
- Gestionar el trabajo de los ministerios de finanzas de las repúblicas, bancos de inversión a largo plazo de toda la Unión, organismos estatales de seguros, cajas estatales de ahorro laboral y control de sus actividades;
- Elaborar y presentar al Consejo de Ministros el proyecto del presupuesto estatal de la URSS y organizar de su ejecución;
- Gestionar y controlar el nombramiento y pago de prestaciones estatales a madres numerosas y solteras;
- Organizar la producción por parte del Goznak de billetes, monedas metálicas y bonos de préstamos estatales;
- Llevar a cabo el registro estatal de organizaciones y empresas económicas.

El Ministerio de Finanzas inició el proceso de preparación del presupuesto preparando instrucciones, formularios y cronogramas para el próximo presupuesto estatal y preparó un balance preliminar de ingresos y gastos utilizando datos estimados por el Comité de Planificación Estatal (Gosplan). Este presupuesto preliminar se envió luego, junto con instrucciones, a los ministerios de toda la Unión y a los ministerios de finanzas de las repúblicas de la Unión. Luego, las ramas del Ministerio de Finanzas de la Unión prepararon una estimación presupuestaria con la información recibida de los ministerios inferiores de la Unión y la información que les proporcionó el Ministerio de Finanzas de toda la Unión. El presupuesto estatal se concibió después de que el Ministerio de la Unión negociara un compromiso con sus ramas republicana y local y cada república soviética recibiera su propio presupuesto estatal. Los comités económicos del Sóviet Supremo votaron sobre el presupuesto estatal que, si recibía suficiente apoyo, se convertiría en política.

## Organización
Había dos departamentos en el Ministerio de Finanzas, ambos altamente centralizados pero a veces sujetos al control directo de los Comités de Control del Partido locales. Los dos departamentos tenían su propio presupuesto distintivo. El Jefe del Departamento de Control Revisor fue recomendado por el ministro de Finanzas y aprobado por el Consejo de Ministros, el Jefe del Departamento de Control Revisor para las repúblicas de la Unión fue recomendado por el ministro de Finanzas de la república y el Consejo de Ministros.
El Departamento de Control Revisor del Ministerio de Finanzas imponía la disciplina financiera por los siguientes medios: observancia de las leyes, supervisión de la disciplina financiera, control de la ejecución del presupuesto estatal, control de las actividades de los órganos financieros, control del seguro nacional de los trabajadores, examinar las actividades del Banco Estatal, controlar las funciones de auditoría del control financiero interno y controlar las actividades del jefe y sus contadores superiores.
El otro organismo en el que se dividía el Ministerio era el Departamento de Control Revisor de los Ministerios de Finanzas de las Repúblicas de la Unión, cuyas funciones eran controlar la ejecución del presupuesto nacional de los Ministerios de Finanzas de las repúblicas. El departamento también ejercía control sobre empresas e instituciones directamente subordinadas al gobierno soviético. El Departamento de Presupuesto era un departamento que participaba en la elaboración del presupuesto de las repúblicas soviéticas.

## Lista de ministros
| N.º | Ministro | Ministro                      | Partido | Partido           | Periodo                                           | Gabinete                                                     |
| --- | -------- | ----------------------------- | ------- | ----------------- | ------------------------------------------------- | ------------------------------------------------------------ |
| 1   |          | Arseni Zvérev (1900-1969)     |         | Partido Comunista | 19 de marzo de 1946 - 16 de febrero de 1948       | Stalin II                                                    |
| 2   |          | Alekséi Kosiguin (1904-1980)  |         | Partido Comunista | 18 de febrero de 1948 - 28 de diciembre de 1948   | Stalin II                                                    |
| 3   |          | Arseni Zvérev (1900-1969)     |         | Partido Comunista | 28 de diciembre de 1948 - 16 de mayo de 1960      | Stalin II–III Malenkov I–II Bulganin I Jrushchov I           |
| 4   |          | Vasili Garbuzov (1911-1985)   |         | Partido Comunista | 16 de mayo de 1960 - 12 de noviembre de 1985      | Jrushchov I–II Kosiguin I–II–III–IV–V Tíjonov I–II Rizhkov I |
| 5   |          | Víktor Dementsiev (1918-2010) |         | Partido Comunista | 12 de noviembre de 1985 - 13 de diciembre de 1985 | Rizhkov I                                                    |
| 6   |          | Borís Gostev (1927-2015)      |         | Partido Comunista | 13 de diciembre de 1985 - 7 de junio de 1989      | Rizhkov I                                                    |
| 7   |          | Valentín Pávlov (1937-2003)   |         | Partido Comunista | 17 de julio de 1989 - 14 de enero de 1991         | Rizhkov I–II                                                 |
| 8   |          | Vladímir Orlov (1936-2005)    |         | Partido Comunista | 7 de marzo de 1991 - 28 de agosto de 1991         | Pávlov I                                                     |
| 9   |          | Vladímir Rayevski (1938-2020) |         | Partido Comunista | 28 de agosto de 1991 - 25 de diciembre de 1991    | Siláyev I                                                    |

## Cese de actividades
El Ministerio de Finanzas de la Unión Soviética dejó de existir el 4 de febrero de 1992 debido al colapso de la URSS.
En la Federación de Rusia, el sucesor del Ministerio de Finanzas de la Unión Soviética es el Ministerio de Finanzas de la Federación de Rusia.